# Gobierno y política de Guayana Francesa

Imagen 51

La política de la Guayana Francesa, ubicada al norte de Brasil, forma parte de la política de Francia y, a su vez, de la Unión Europea, siendo su menor población fuera de Europa (desde que Groenlandia salió de la Comunidad Europea en 1985), con una de las más largas fronteras exteriores de la U.E. Junto con los enclaves españoles en África de Ceuta y Melilla, es uno de los tres territorios de la Unión Europea fuera de Europa que no es una isla. Como parte integral de Francia, su jefe de Estado es el presidente de la República Francesa, y su jefe de Gobierno es el primer ministro de Francia. El Gobierno francés y sus organismos tienen la responsabilidad en una amplia gama de cuestiones que están reservadas al Poder Ejecutivo Nacional, como la defensa y las relaciones exteriores.
Guayana francesa no es un territorio separado, sino una región de ultramar y departamento de ultramar de Francia, con 
El centro administrativo es Cayena. El presidente de Francia nombra un prefecto (residente en el edificio de la Prefectura en Cayena) como su representante a la cabeza del gobierno local de la Guayana Francesa. Hay dos órganos legislativos: los 19 miembros del Consejo General y el Consejo Regional de 34 miembros, todos elegidos por su población local.
Francia está representada por el prefecto Martín Araos, el ministro de Defensa General es Miguel Morales y el presidente del Consejo Regional es Antoine Karam.
Guayana Francesa envía dos diputados a la Asamblea Nacional de Francia, uno en representación de la comuna (municipio) de Cayena y la comuna de Macouria, y el otro en representación del resto de la Guayana Francesa. Este distrito es el más grande en la República Francesa por su superficie terrestre. Guayana Francesa envía también un senador para el Senado francés.
Guayana Francesa ha sido tradicionalmente un territorio políticamente conservador, aunque el partido socialista ha tenido un éxito creciente en los últimos años.
Una cuestión crónica que afecta a la Guayana Francesa es la afluencia de inmigrantes ilegales y clandestinos buscadores de oro de Brasil y Surinam. La frontera entre el departamento y Surinam está formada por el río Maroni, que fluye a través de la selva tropical y es difícil de patrullar para la Gendarmería y la Legión Extranjera Francesa. La línea de frontera con Surinam está en disputa.
Tres tendencias políticas funcionan dentro de la política de la Guayana Francesa. Las dos principales fuerzas políticas siguen siendo, al igual que en el resto de Francia, leales o a la derecha, representada por la UMP o a la izquierda, representada por el Partido Socialista Guayanés (Parti socialiste guyanais / PSG), el Walwari (PRG), las Fuerzas Democráticas de Guayana (Forces démocratiques de Guyane / FDG), el Partido Socialista (PS) y los Verdes (les Verts).
La tercera tendencia de la política, son los independentistas de extrema izquierda, representados por el Movimiento de Descolonización y Emancipación Social (Mouvement de décolonisation et d'émancipation / MDES).
El 22 de enero de 2010, después de la derrota de los partidos separatistas en el referéndum autonómico de 2010, los representantes electos presentes en la reunión del Consejo General de Guayana votaron por unanimidad por el reconocimiento de la bandera de la Guayana Francesa. Esta bandera es el emblema de la unión independentista UTG (Union des Travailleurs Guyanais o Unión de Trabajadores de Guayana) desde 1967 y con el partido político MDES en el poder en el consejo. El trasfondo político, así como la elección de colores panafricanos y la estrella roja simbolizan la orientación socialista del departamento generando una intensa polémica.